# Hans van Hooft
Hans van Hooft (* 25. November 1941 in Kerkdriel, Niederlande) ist ein niederländischer Politiker der Socialistischen Partij.

## Leben
Von Oktober 1971 bis Mai 1988 war Hooft Parteivorsitzender der Socialistische Partij. Ihm folgte im Amt als Parteivorsitzender Jan Marijnissen. Von 1976 bis 2002 war Hooft Mitglied im Stadtrat von Nijmegen. Hooft war von 1994 bis 2002 Abgeordneter in der Zweiten Kammer der Generalstaaten. Von 2002 bis 2010 war Hooft Dezernent in Nijmegen. Sein Sohn Hans van Hooft, junior ist als Politiker für die Socialistische Partij im Stadtrat von Nijmegen tätig.